# Matea Jelić
Matea Jelić (Knin, 23 de dezembro de 1997) é uma taekwondista croata, campeã olímpica.

## Carreira
Jelić conquistou a medalha de ouro nos Jogos Olímpicos de Verão de 2020 em Tóquio, após confronto na final contra a britânica Lauren Williams na categoria até 67 kg.